# Nathalie Rykiel
Nathalie Rykiel est une auteure française, née le 4 décembre 1955 à Paris. Son septième livre, Ce sera le bonheur, est paru en 2024 aux Éditions JC Lattès. De 1995 à 2012, elle dirige le groupe de mode Sonia Rykiel, avant de se consacrer entièrement à l'écriture.

## Biographie
Nathalie Rykiel est la fille de Sonia Rykiel et de Sam Rykiel, intellectuel autodidacte, qui, dans les années 1960, tenait un magasin de vêtements. Son frère Jean-Philippe Rykiel, né aveugle cinq ans après elle, est aujourd'hui compositeur et interprète : il a collaboré avec plusieurs musiciens africains.
Nathalie Rykiel obtient son baccalauréat en 1971, à l'âge de seize ans. Elle songe ensuite à entrer en faculté de médecine, mais, à la mort de son père en 1975, elle décide d'abandonner les études pour se consacrer à la mode. Elle devient alors mannequin pour sa mère Sonia Rykiel,, puis se consacre à la mise en scène des défilés de la maison Rykiel,.
Lors de sa première grossesse en 1983, elle crée la ligne de prêt-à-porter Rykiel Enfant ; puis, en 1989, la ligne Inscription Rykiel,, qui sera rebaptisée Sonia By Sonia Rykiel en 1999.
En 1995, elle est nommée directrice générale et directrice artistique de Sonia Rykiel. À partir de 1996, elle y développe une offre de parfumerie.
En 2000, elle est l'image publicitaire de la marque pour la campagne de publicité du parfum Rykiel Rose. La même année, elle crée la ligne Sonia Rykiel Modern Vintage (rééditions de modèles collectors).
En 2002, elle crée Rykiel Woman, un concept qui fait se côtoyer sex-toys et vêtements. 
En 2007, elle devient présidente de Sonia Rykiel. Sa mère, présidente d'honneur, supervise la création de la ligne de prêt-à-porter.
En 2008, à l’occasion des 40 ans de la maison, Nathalie Rykiel organise un hommage à sa mère. Trente créateurs de mode internationaux présentent leur vision de la femme Rykiel en montrant leurs créations à la fin du défilé au parc de Saint-Cloud. Ces créations seront exposées au musée des arts décoratifs de Paris lors de l’exposition consacrée la même année à la maison Rykiel.
En 2012, l'entreprise Sonia Rykiel est achetée par le groupe hongkongais Fung Brands. Nathalie Rykiel quitte alors ses fonctions exécutives pour devenir vice-présidente du nouveau conseil d'administration de Sonia Rykiel, fonction dont elle démissionne en 2016. Elle se consacre désormais à sa carrière d’écrivain.
En 2018, elle inaugure avec la maire de Paris Anne Hidalgo, l'allée Sonia-Rykiel, boulevard Raspail. Sonia Rykiel est la première créatrice de mode à donner son nom à une rue de Paris.
En 2022, elle organise une récolte de dons au bénéfice de l'ONG Bibliothèques Sans Frontières. A l'occasion de la fermeture définitive de l'ancienne boutique Sonia Rykiel de Saint-Germain des Près, elle met à disposition plus de 40 000 ouvrages lors d'une soirée caritative.

## Vie privée
Nathalie Rykiel a trois filles nées de son union avec Simon Burstein, qui dirige la marque jusqu'à leur divorce en 2006.

## Collaborations
- 2003-2020 : Elle est membre du Jury du Grand prix de l'héroïne Madame Figaro[source secondaire souhaitée].
- 2013 : Elle est membre du Jury du Prix littéraire de la Closerie des Lilas[12].
- 2010 : Le Monde confie à Nathalie Rykiel la direction artistique de la collection en 20 volumes : Les grands classiques de la littérature libertine[13].
- 2008 : Elle publie un hommage de 100 personnalités à la Femme Rykiel aux Éditions Textuel.
- 1994 : Elle est consultante artistique[source secondaire souhaitée] de Robert Altman pour le film Prêt-à-porter[13].

## Principales publications
- 2024 : Ce sera le bonheur, Éditions JC Lattès
- 2021 : Talisman à l'usage des mères et des filles, Éditions Flammarion
- 2020 : Sam Rykiel, Éditions Stock
- 2017 : Écoute moi bien, Éditions Stock (réédition Le Livre de Poche en 2018)
- 2015 : 4 décembre, Éditions Plon
- 2013 :  L'Élégance, Éditions Autrement, collection  Manifeste.
- 2010 : Tu seras une femme, ma fille,  Éditions Calmann-Levy (réédition Le Livre de Poche en 2012).

## Distinctions
- 2018 : Médaillée d'honneur de la Mairie du 6e arrondissement de Paris.
- 2015 :  Commandeur de l'ordre des Arts et des Lettres par le Ministre de la Culture et de la Communication de plein droit en tant que membre du conseil de l'ordre des Arts et des Lettres[14].
- 2009 :  Chevalier de l'ordre des Arts et des Lettres par le Ministre de la Culture et de la Communication[15].
- 2008 : Élue vice-présidente de la Chambre syndicale du prêt-à-porter des couturiers et des créateurs de mode à la Fédération française de la couture.
- 2001 : Fashion Award lors de la Night of Stars du Fashion Group International avec Sonia Rykiel.